# Complesso parrocchiale di Argol

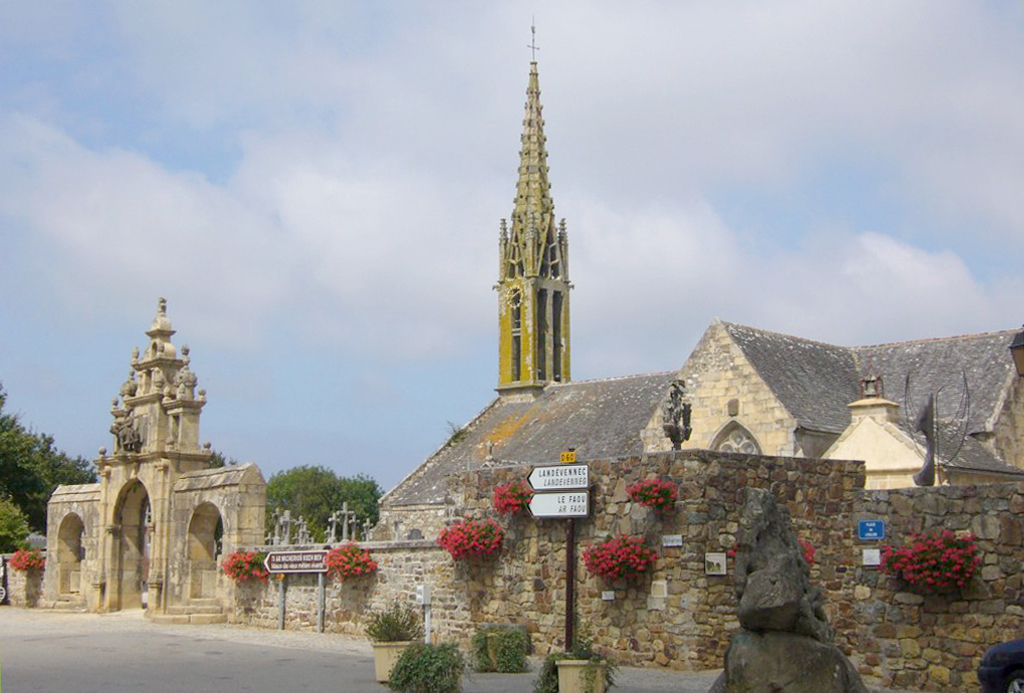
Argol (Finistère, Bretagna): il complesso parrocchiale

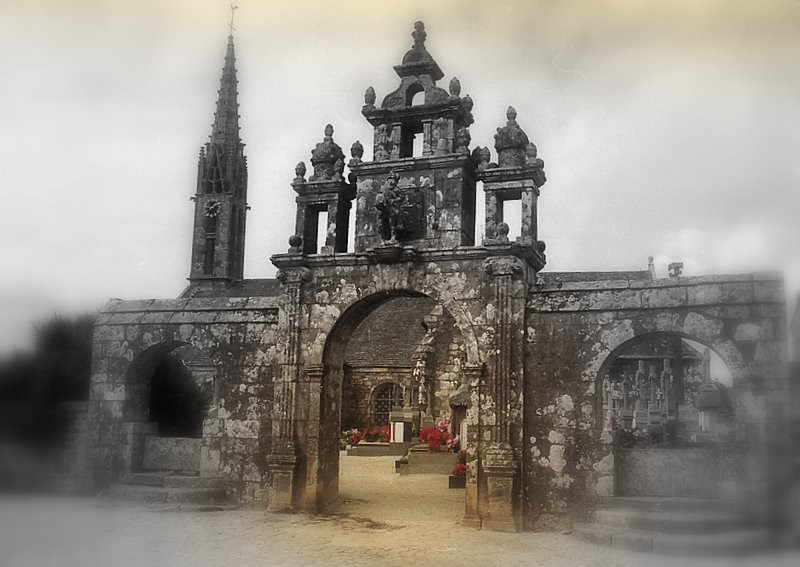
L'arco trionfale che segna l'accesso allenclos

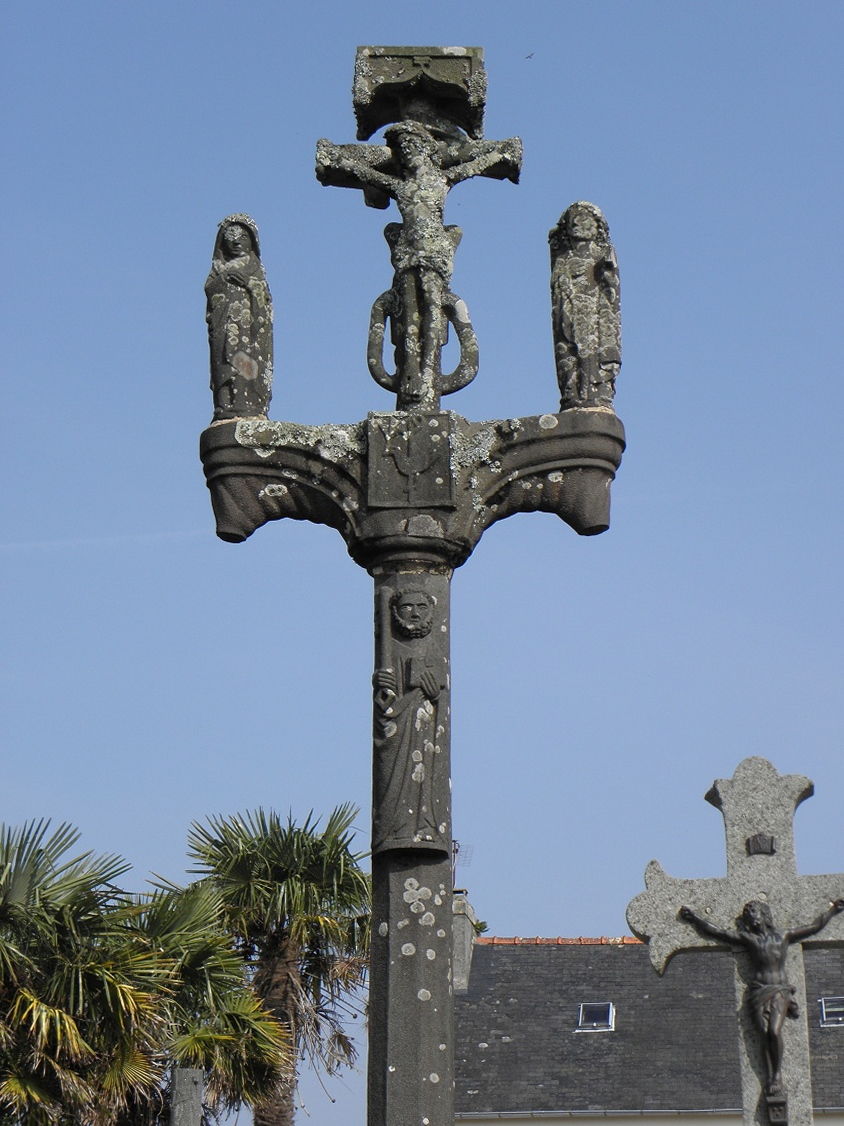
Il calvario del complesso parrocchiale di Argol

Il complesso (o recinto) parrocchiale di Argol (in francese: enclos paroissial d'Argol) è un tipico complesso parrocchiale (enclos paroissial) bretone, che si trova nella località di Argol, nel dipartimento del Finistère e che è stato realizzato tra il XVI e il XVI secolo  Si tratta dell'unico complesso di questo genere eretto nella penisola di Crozon.  Il complesso è classificato come monumento storico.
Edificio principale del complesso è la chiesa dedicata ai santi Pietro e Paolo e a santa Genoveffa, risalente al XVI-XVII secolo.

## Ubicazione
Il complesso si trova nei pressi del musée des Vieux Métiers Vivants e del parco dei giochi bretoni.

## Principali elementi dell'enclos

### Arco trionfale
L'arco trionfale del complesso parrocchiale di Argol fu eretto nel 1659  ed è stato restaurato nel 1906.
La struttura è sormontata da una statua equestre raffigurante re Gradlon (l'unica in Bretagna insieme a quella che si trova a Quimper).

### Chiesa
La chiesa del complesso parrocchiale di Argol, dedicata ai santi Pietro e Paolo e a santa Genoveffa è frutto di una ricostruzione avvenuta tra il 1575  e il 1641 .
L'edificio ha una struttura a forma di croce latina e misura 20 m x 12,5. Presenta un campanile risalente al 1585 , una guglia risalente al 1582  e un portico ricostruito nel 1839 .
All'interno della chiesa si trovano una pala d'altare dedicata alla Vergine Maria e una dedicata a santa Genoveffa (XVII secolo)  e statue del XVII secolo raffiguranti san Pietro, san Paolo, sant'Anna, santa Genoveffa, la Vergine Maria, san Corentino di Quimper e la Madonna di Rocamadour.

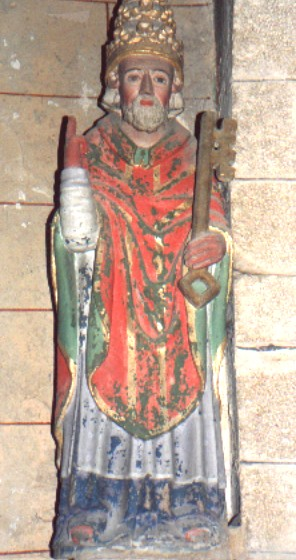
Statua raffigurante San Pietro all'interno della Chiesa del complesso parrocchiale di Argol

### Calvario
Il calvario del complesso parrocchiale di Argol, posto al centro del cimitero, fu eretto tra la fine del XVI e l'inizio del XVII secolo e restaurato alla fine del XIX secolo 
La struttura è sormontata da una croce in granito che reca la data del 1593 e una base in pietra di Locronon . Il resto della struttura, realizzato in kersantite è opera dell'abate Jean Brient e risale al 1617

### Cappella funeraria
La cappella funeraria fu costruita in stile rinascimentale nel 1665 e restaurata nel 1922 e nel 1981 . È costituita da quattro arcate e da un portico.